# Revenu d'activité
Un revenu d’activité est la rémunération perçue par un individu en échange de l'activité qu'il exerce à titre personnel ou du travail qu'il fournit à une entreprise privée ou publique, ou à l’une des administrations publiques.
Ils se distinguent des revenus encaissés à raison de la possession et/ou de la mise à disposition d'un capital, d'un bien foncier ou immobilier, d'un bien immatériel (licence, redevance, loyer ...) ou des revenus tirés des cessions ou plus-values liées à l'activité financière.

## Dénominations utilisées

### Activité salariée sous statut privé
Les travailleurs salariés perçoivent un salaire, éventuellement augmenté de primes. Le revenu peut prendre une autre dénomination et une forme particulière selon les usages des différents métiers : on parle ainsi de gages pour les personnels employés dans les services.

### Activité salariée sous statut public
Les fonctionnaires perçoivent des traitements et éventuellement des primes.

### Activité des professions libérales
- Les professions libérales perçoivent des honoraires, Emoluments, commissions, prestations facturées.
- Les professions artistiques perçoivent des cachets ou des rémunérations contractuelles.

### Activité des entrepreneurs individuels et artisans
Ces catégories perçoivent différents types de revenus selon qu'ils sont considérés comme salariés ou non et selon qu'ils exercent une activité non commerciale (régime BNC : régime des bénéfices non commerciaux) ou commerciale (régime BIC : régime des bénéfices industriels et commerciaux).

### Activité de dirigeant
L'appellation et la forme des rémunérations d'activité des Dirigeants sont multiples et dépendent notamment -entre autres- du fait qu'ils ont le statut ou non de mandataire social